# 30 sierpnia
30 sierpnia jest 242. (w latach przestępnych 243.) dniem w kalendarzu gregoriańskim. Do końca roku pozostaje 123 dni.

## Święta
- Imieniny obchodzą: Adaukt, Częstowoj, Częstowojna, Damroka, Feliks, Gaudencja, Ingeborga, Jan, Małgorzata, Miron, Piotr, Rebeka, Swojsław, Świetlana i Tekla.
- Kazachstan – Święto Konstytucji
- Międzynarodowe:
  - Międzynarodowy Dzień Pamięci Osób Zaginionych
  - Międzynarodowy Dzień Ofiar Wymuszonych Zaginięć (ustanowione przez Zgromadzenie Ogólne Organizacji Narodów Zjednoczonych w 2010 roku)[1]
- Tatarstan – Święto Utworzenia Republiki Tatarstanu
- Timor Wschodni – Rocznica Referendum Niepodległościowego
- Turcja – Dzień Zwycięstwa
- Turks i Caicos – Święto Konstytucji
- Wspomnienia i święta w Kościele katolickim[2][3] obchodzą:
  - bł. Alfred Ildefons Schuster (arcybiskup Mediolanu)
  - św. Fiakriusz[4] (zm. ok. 675, pustelnik, wyznawca, patron ogrodników, dorożkarzy i taksówkarzy)
  - święci: Adaukt i Feliks (męczennicy)
  - św. Małgorzata Ward (męczennica)
  - św. Pammachiusz (senator rzymski)
  - bł. Stefan Nehmé (maronita)

## Wydarzenia w Polsce

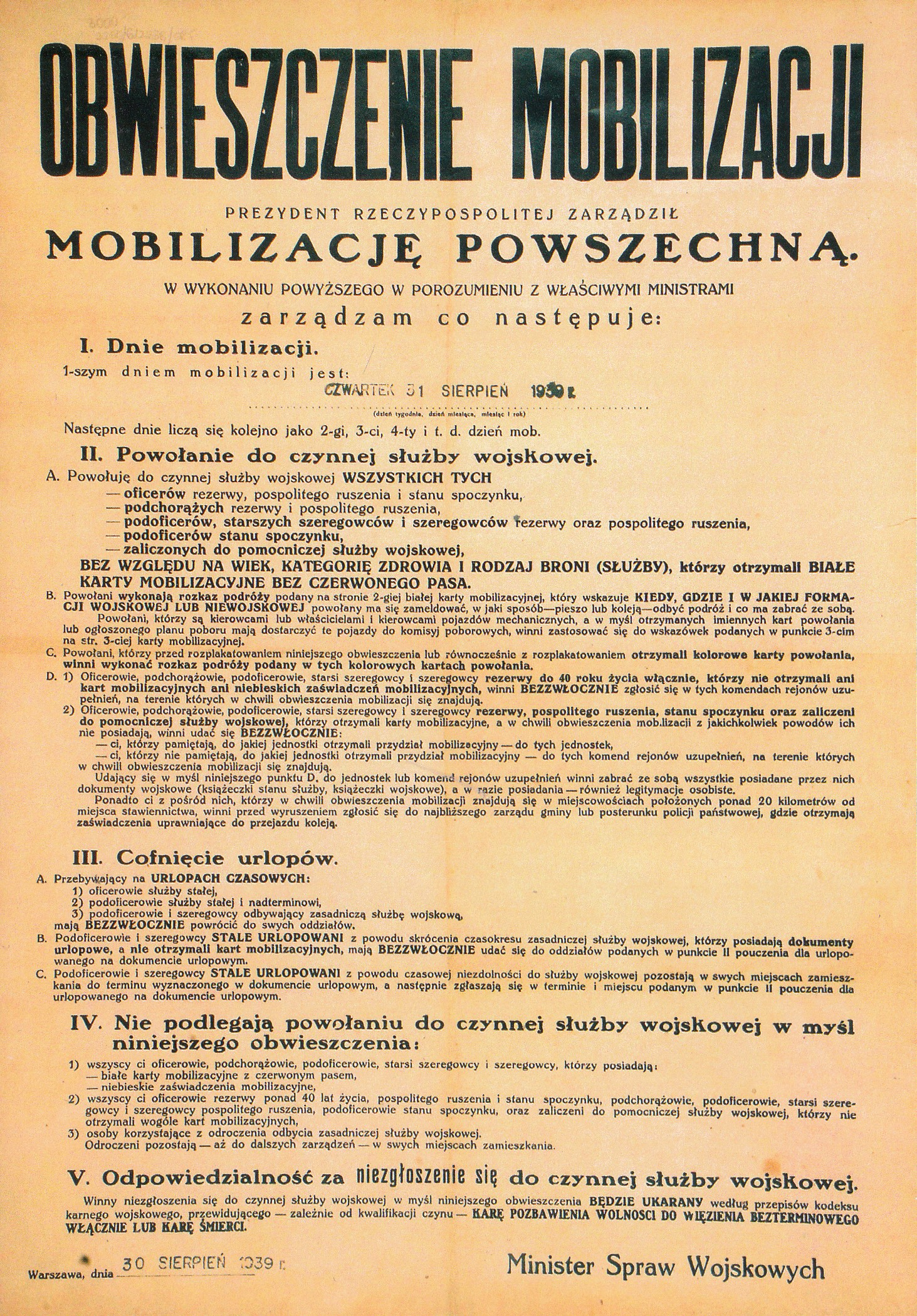
Afisz informujący o mobilizacji powszechnej (1939)

- 1157 – W Krzyszkowie książę mazowiecki i krakowski Bolesław IV Kędzierzawy złożył hołd lenny cesarzowi rzymskiemu Fryderykowi I Barbarossie.
- 1400 – Jan Białek został pierwszym wójtem Łomży.
- 1460 – Wojna trzynastoletnia: Krzyżacy zdobyli prowizorycznie obwarowania Pruszcza, po czym całą wieś, wraz z kościołem spalili. Tego samego dnia na terenach Pruszcza stoczono bitwę, w której poległo 40 spośród przybyłych z odsieczą gdańszczan, a ponad 300 wzięto do niewoli.
- 1515 – Wojewoda sandomierski Mikołaj Firlej został mianowany hetmanem wielkim koronnym.
- 1579 – I wojna polsko-rosyjska: wojska polskie pod wodzą króla Stefana zajęły Połock.
- 1659 – Potop szwedzki: zwycięstwo wojsk polskich w bitwie o Grudziądz.
- 1701 – Uznawana za ostatnią czarownicę Słupska niemiecka mniszka katolicka Trina Papisten została skazana przez pruski sąd na śmierć poprzez spalenie na stosie.
- 1704 – III wojna północna: w Narwie został podpisany antyszwedzki sojusz zaczepno-obronny pomiędzy królem Augustem II Mocnym a carem Rosji Piotrem I Wielkim.
- 1734 – Wojna o sukcesję polską: król Stanisław I wydał na wygnaniu w Królewcu uniwersał wzywający do obrony jego praw do tronu.
- 1803 – Cesarz Franciszek II Habsburg mianował Andrzeja Gawrońskiego nowym biskupem krakowskim.
- 1813 – Zakończyła się powódź w południowej Polsce, która przyczyniła się do załamania kampanii napoleońskiej na Śląsku.
- 1822 – W ramach Wojska Polskiego sformowano I Polski Korpus Rakietników, którego dowódcą został gen. Piotr Karol Bontemps.
- 1835 – Spłonął gmach teatru w Bydgoszczy.
- 1877 – Otwarto dworzec kolejowy w Lublinie.
- 1914 – I wojna światowa: zwycięstwo wojsk niemieckich nad rosyjskimi w bitwie pod Tannenbergiem na Mazurach.
- 1929 – Polska przyjęła zasady Planu Younga.
- 1939:
  - Dekretem Prezydenta Rzeczypospolitej Ignacego Mościckiego zarządzono powszechną mobilizację.
  - Niszczyciele ORP „Błyskawica”, ORP „Grom” i ORP „Burza” otrzymały rozkaz natychmiastowego przepłynięcia do Wielkiej Brytanii w celu ocalenia ich przed wpadnięciem w ręce niemieckie.
- 1941 – Około 120 osób uznanych za komunistów zostało rozstrzelanych przez Niemców w Grajewie.
- 1942 – Niemcy zlikwidowali getto żydowskie w Nowym Targu.
- 1943 – Rzeź wołyńska: masakry ludności polskiej w Gaju, Budach Ossowskich, Jankowcach, Kątach i Ostrówkach.
- 1944 – 30. dzień powstania warszawskiego: częściowa ewakuacja kanałami załogi Starego Miasta do Śródmieścia.
- 1956 – Seryjny morderca Władysław Mazurkiewicz został skazany przez Sąd Wojewódzki w Krakowie na karę śmierci.
- 1959 – W Tatrach Zachodnich została odkryta jaskinia Śnieżna Studnia.
- 1963 – Premiera komedii filmowej Pamiętnik pani Hanki w reżyserii Stanisława Lenartowicza.
- 1974 – W Gdyni rozpoczęto budowę Trasy im. Eugeniusza Kwiatkowskiego.
- 1978 – Para z Niemiec Wschodnich sterroryzowała i zmusiła przy pomocy pistoletu-zabawki załogę samolotu PLL LOT Tu-134, lecącego z Gdańska do wschodniego Berlina, do wylądowania na zachodnioberlińskim lotnisku Tempelhof.
- 1980 – Sierpień 1980: podpisano porozumienie szczecińskie (33 postulaty).
- 2003 – Otwarto Tunel Wisłostrady.
- 2007 – Afera gruntowa: Janusz Kaczmarek, Konrad Kornatowski i Jaromir Netzel zostali zatrzymani przez funkcjonariuszy ABW.
- 2009 – Dwóch pilotów zginęło w katastrofie białoruskiego myśliwca Su-27 podczas Radom Air Show.
- 2014:
  - Rozpoczęły się, rozgrywane po raz pierwszy w Polsce, XVIII Mistrzostwa Świata w Piłce Siatkowej Mężczyzn. W meczu otwarcia na Stadionie Narodowym w Warszawie Polska pokonała Serbię 3:0.
  - W Gdańsku otwarto Europejskie Centrum Solidarności.

## Wydarzenia na świecie
- 257 – Sykstus II został wybrany na papieża.
- 526 – Po śmierci króla Ostrogotów w Italii władzę przejęła jego córka Amalasunta (jako regentka swego 10-letniego syna Atalaryka).
- 1282 – Nieszpory sycylijskie: król Aragonii i Walencji Piotr III Wielki koronował się na króla Sycylii.
- 1363 – Powstanie Czerwonych Turbanów w Chinach: rozpoczęła się bitwa na jeziorze Poyang.
- 1454 – W Wenecji została zawiązana Liga Włoska, która była następstwem pokoju w Lodi zawartego kilka miesięcy wcześniej, kończącego okres wojen włoskich i porządkującego północne Włochy pod względem przynależności określonych terytoriów do poszczególnych państw.
- 1464 – Kardynał Pietro Barbo został wybrany na papieża i przyjął imię Paweł II.
- 1483 – Karol VIII Walezjusz został królem Francji.
- 1504 – Wojna o sukcesję w Landshut: wojska bawarskie hrabiego Emicha IX von Leiningen zrównały z ziemią klasztor Limburg.
- 1546 – W kalwińskiej Genewie ukazał się dekret zabraniający nadawania dzieciom imion innych niż biblijne.
- 1551 – Wojska króla Birmy Bayinnaunga zdobyły po oblężeniu zbuntowane miasto Pyain.
- 1569 – Wojna birmańsko-syjamska: wojska króla Birmy Bayinnaunga zdobyły po 10-miesięcznym oblężeniu miasto Ayutthaya.
- 1574 – Ram Das został wybrany na czwartego Guru Sikhów.
- 1580 – Karol Emanuel I Wielki został księciem Sabaudii.
- 1685 – Róża Venerini, za zgodą biskupa Viterbo, założyła pierwszą we Włoszech powszechną szkołę dla dziewcząt.
- 1757 – Wojna siedmioletnia: zwycięstwo wojsk rosyjskich nad pruskimi w bitwie pod Groß-Jägersdorf w Prusach Wschodnich.
- 1800 – bunt Gabriela Prossera w USA.
- 1806 – Fryderyk August został pierwszym władcą zjednoczonego Księstwa Nassau.
- 1813:
  - VI koalicja antyfrancuska: klęska wojsk francuskich w bitwie pod Kulm zniweczyła sukces osiągnięty pod Dreznem.
  - Wojna z Krikami: doszło do masakry od 400 do 500 osób w amerykańskim Fort Mims w Alabamie.
- 1835 – Założono Melbourne w Australii.
- 1840 – Jan III został cesarzem Etiopii.
- 1841 – Robert Peel został po raz drugi premierem Wielkiej Brytanii.
- 1850 – Papież Pius IX utworzył wikariat apostolski Kambodży.
- 1857 – Uruchomiono pierwszą linię kolejową w Argentynie.
- 1861:
  - Dokonano pierwszego wejścia na Monte Viso, najwyższy szczyt Alp Kotyjskich (3841 m n.p.m.)
  - Wojna secesyjna: dowodzący wojskami Unii w zachodnich stanach gen. John Frémont proklamował zniesienie niewolnictwa na obszarze Missouri. Decyzja została anulowana przez prezydenta Abraham Lincoln 3 kwietnia 1862 roku.
- 1862 – Wojna secesyjna: zwycięstwa Konfederatów w II bitwie nad Bull Run (Wirginia) i bitwie pod Richmond (Kentucky).
- 1863 – Leopold IV został pierwszym władcą zjednoczonego Księstwa Anhaltu.
- 1870:
  - Wojna francusko-pruska: zwycięstwo wojsk pruskich w bitwie pod Beaumont.
  - Zarejestrowano pierwszy amerykański znak towarowy, zgłoszony przez Averill Chemical Paint Company.
- 1873 – Austriacy Julius von Payer i Karl Weyprecht odkryli archipelag Ziemia Franciszka Józefa na Morzu Barentsa.
- 1880 – Francuski astronom Jérôme Eugène Coggia odkrył planetoidę (217) Eudora.
- 1891 – Austriacki astronom Johann Palisa odkrył planetoidę (313) Chaldaea.
- 1897 – W bitwie pod Ambiky na Madagaskarze Francuzi pokonali wojowników z plemienia Sakalava.
- 1900 – Enrique Coronel Zegarra został premierem Peru.
- 1901 – Hubert Cecil Booth otrzymał brytyjski patent na odkurzacz w formie urządzenia napędzanego silnikiem spalinowym i umieszczonego na ramie wozu konnego, z którego wyprowadzano długie rury, którymi przez okna odkurzano budynki.
- 1909 – Założono Międzynarodową Ligę Przeciwpadaczkową (ILAE).
- 1911 – Kinmochi Saionji został po raz drugi premierem Japonii.
- 1912 – Statek „Fram” z członkami norweskiej ekspedycji pod wodzą Roalda Amundsena, która jako pierwsza dotarła do bieguna południowego, odpłynął z Antarktydy do Hobart na Tasmanii.
- 1914 – I wojna światowa: wojska nowozelandzkie zajęły Samoa Niemieckie.
- 1918:
  - Szef piotrogrodzkiego Czeka Moisiej Uricki został zastrzelony przez studenta i poetę Leonida Kannegisera.
  - W czasie wiecu w Moskwie Fanny Kapłan postrzeliła Włodzimierza Lenina.
- 1921 – António Granjo został po raz drugi premierem Portugalii.
- 1922:
  - W angielskim Watford otwarto stadion piłkarski Vicarage Road.
  - Wojna grecko-turecka: miażdżące zwycięstwo wojsk tureckich w bitwie pod Dumlupinar.
- 1924 – Wszedł w życie tzw. plan Dawesa, przewidujący rozłożenie na wiele lat niemieckich reparacji wojennych oraz udzielenia Niemcom pożyczek w wysokości 200 mln dolarów na ich spłatę, opracowany przez zespół ekspertów pod kierownictwem amerykańskiego bankiera Charlesa Dawesa.
- 1925 – W referendum narodowym zatwierdzono nową konstytucję Chile.
- 1932 – Hermann Göring został przewodniczącym Reichstagu.
- 1935 – Premiera amerykańskiego melodramatu Anna Karenina w reżyserii Clarence’a Browna.
- 1939 – Gen. Nobuyuki Abe został premierem Japonii.
- 1940:
  - Najlepszy polski as myśliwski Stanisław Skalski zestrzelił swój pierwszy samolot w trakcie bitwy o Anglię (bombowiec He 111).
  - Odbył się drugi arbitraż wiedeński.
- 1941 – Atak Niemiec na ZSRR: Armia Czerwona rozpoczęła operację jelnińską.
- 1942 – II wojna światowa w Afryce: rozpoczęła się bitwa pod Alam Halfa.
- 1943:
  - Bitwa o Atlantyk: niemiecki okręt podwodny U-634 został zatopiony na wschód od Azorów przez slup HMS „Stork”(inne języki) i korwetę HMS „Stonecrop”, w wyniku czego zginęła cała, 47-osobowa załoga.
  - W zderzeniu pociągów osobowego z towarowym w Wayland w stanie Nowy Jork zginęło 29 osób, a 114 zostało rannych.
- 1945 – Wojna na Pacyfiku: wojska brytyjskie zajęły Hongkong.
- 1948 – W Rumunii została założona komunistyczna tajna policja Securitate.
- 1949 – Dokonano oblotu radzieckiego śmigłowca obserwacyjnego Ka-10.
- 1951 – W Waszyngtonie podpisano amerykańsko-filipiński układ o wzajemnej obronie.
- 1954 – Francuski parlament odrzucił układ o Europejskiej Wspólnocie Obronnej (EWO).
- 1956 – W Luizjanie otwarto pierwszą nitkę Lake Pontchartrain Causeway, będącego do 2011 roku najdłuższym mostem na świecie.
- 1961 – Uchwalono Konwencję ONZ o ograniczaniu bezpaństwowości.
- 1962 – Dokonano oblotu japońskiego samolotu pasażerskiego NAMC YS-11.
- 1963:
  - Podczas Niemieckiej Wystawy Radiowej (Grosse Deutsche Funk-Ausstellung / German Radio Show, obecnie Targi IFA) w Berlinie Zachodnim firma Phillips zaprezentowała magnetofon kasetowy wraz z kasetą magnetofonową.
  - W Waszyngtonie i Moskwie zainstalowano tzw. „czerwone telefony”.
- 1965:
  - 88 robotników zginęło w wyniku zejścia lawiny z lodowca Allalingletscher na teren budowy zapory i sztucznego jeziora Mattmarksee w dolinie Saastal w południowej Szwajcarii.
  - Prezydent Dominikany gen. Antonio Imbert Barrera ustąpił ze stanowiska.
  - Ukazał się album Boba Dylana Highway 61 Revisited.
- 1966 – W Jerozolimie oddano do użytku nowy gmach Knesetu.
- 1969 – Amerykański koncern Phillips Petroleum odkrył złoża ropy na najstarszym norweskim polu naftowym Ekofisk na Morzu Północnym.
- 1974:
  - W dokonanym przez lewicowych ekstremistów zamachu bombowym na siedzibę Mitsubishi Heavy Industries w Tokio zginęło 8 osób, a 378 zostało rannych.
  - W Zagrzebiu wykoleił się ekspres Belgrad-Dortmund, w wyniku czego zginęły 153 osoby, a 60 zostało rannych.
- 1975 – Weszła w życie Konwencja o zapobieganiu zanieczyszczeniu mórz przez zatapianie odpadów i innych substancji.
- 1981 – Prezydent Mohammad Ali Radżai i premier Mohammad Dżawad Bahonar zginęli wraz z trzema innymi osobami w zamachu bombowym w Teheranie.
- 1982 – Lider OWP Jasir Arafat i palestyńscy bojownicy zostali zmuszeni do opuszczenia Libanu.
- 1983:
  - 90 osób zginęło w katastrofie samolotu Tu-134 w Ałmaty w Kazachstanie.
  - Rozpoczęła się misja STS-8 wahadłowca Challenger.
- 1984 – Rozpoczęła się pierwsza misja wahadłowca Discovery.
- 1987 – Podczas odbywających się w Rzymie II Mistrzostw Świata w Lekkoatletyce Bułgarka Stefka Kostadinowa ustanowiła obowiązujący do dziś rekord świata w skoku wzwyż (2,09 m).
- 1989 – Roman Polański ożenił się z francuską aktorką Emmanuelle Seigner.
- 1991:
  - Azerbejdżan i Tatarstan ogłosiły niepodległość (od ZSRR).
  - Podczas odbywających się w Tokio III Mistrzostw Świata w Lekkoatletyce Amerykanin Mike Powell ustanowił obowiązujący do dziś rekord świata w skoku w dal (8,95 m).
- 1992 – Niemiec Michael Schumacher wygrał swój pierwszy wyścig w F1 (Grand Prix Belgii).
- 1993:
  - Robert Malval został premierem Haiti.
  - W Casablance w Maroku oddano do użytku jeden z największych na świecie meczet Hassana II.
- 1994 – Ukazał się debiutancki album brytyjskiej grupy Oasis Definitely Maybe.
- 1995:
  - W Kazachstanie przyjęto w referendum nową konstytucję.
  - Wojna w Bośni: wojska NATO i ONZ rozpoczęły ataki na oblegających Sarajewo Serbów.
- 1999 – W referendum na Timorze Wschodnim większość mieszkańców opowiedziała się za niepodległością od Indonezji.
- 2000 – Na Timorze Wschodnim odbyły się wybory do Zgromadzenia Konstytucyjnego mającego przygotować przyszły ustrój państwa.
- 2002 – Zawarto międzykoreańskie porozumienie w sprawie przywrócenia połączeń kolejowych i drogowych.
- 2003 – Wycofany ze służby rosyjski atomowy okręt podwodny K-159 zatonął wraz z 9 marynarzami podczas holowania na Morzu Barentsa.
- 2007 – W Japonii utworzono Park Narodowy Oze.
- 2008 – 12 indyjskich policjantów zginęło w wyniku wybuchu miny w stanie Jharkhand.
- 2009:
  - Ali Bongo Ondimba wygrał wybory prezydenckie w Gabonie.
  - W Japonii odbyły się wybory parlamentarne.
- 2010 – W Bratysławie 48-letni Lubomír Harman zastrzelił 7 osób, zranił 14, po czym popełnił samobójstwo.
- 2012 – Po 43 latach produkcji w zakładach w Normal w amerykańskim stanie Illinois zjechał z linii montażowej ostatni egzemplarz samochodu osobowego Mitsubishi Galant.
- 2014 – Premier RP Donald Tusk został wybrany przewodniczącym Rady Europejskiej, a minister spraw zagranicznych Włoch Federica Mogherini wysoką przedstawicielką Unii do spraw zagranicznych i polityki bezpieczeństwa.
- 2017 – Édouard Ngirente został premierem Rwandy.
- 2023 – Prezydent Gabonu Ali Bongo Ondimba został obalony w wojskowym zamachu stanu na czele z gen. Brice Clotaire Oligui Nguemą.

## Urodzili się
- 1334 – Piotr I Okrutny, król Kastylii i Leónu (zm. 1369)
- 1377 – Szahruch, władca z dynastii Timurydów, syn Timura (zm. 1447)
- 1401 – Jerzy Sfrantzes, bizantyński dziejopis (zm. ok. 1478)
- 1538 – Cezary Baroniusz, włoski kardynał, historyk, hagiograf, Sługa Boży (zm. 1607)
- 1581 – Tobias Adami, niemiecki filozof (zm. 1643)
- 1589 – Abraham Govaerts, flamandzki malarz (zm. 1626)
- 1599 – (data chrztu) Willem Cornelisz Duyster, holenderski malarz (zm. 1635)
- 1609 – (data chrztu) Artus Quellinus I, holenderski rzeźbiarz (zm. 1668)
- 1660 – Hannibal Germanus von Schmertzing, królewsko-polski i elektorsko-saski szambelan (zm. 1715)
- 1657 – Philipp Peter Roos, niemiecki malarz (zm. 1706)
- 1697 – Henry Flitcroft, brytyjski architekt (zm. 1697)
- 1705 – David Hartley, brytyjski filozof, lekarz (zm. 1755)
- 1727 – Giovanni Domenico Tiepolo, włoski malarz, rysownik, grafik (zm. 1804)
- 1740:
  - David Bushnell, amerykański wynalazca (zm. 1824)
  - Thomas Orde-Powlett, brytyjski arystokrata, polityk (zm. 1807)
- 1745 – Johann Hieronymus Schröter, niemiecki prawnik, urzędnik, astronom (zm. 1816)
- 1748 – Jacques-Louis David, francuski malarz (zm. 1825)
- 1753 – Filip Golański, polski pijar, kaznodzieja, pedagog, krytyk i teoretyk literatury, tłumacz (zm. 1824)
- 1756 – Ludwik Wirtemberski, książę Wirtembergii i Montbéliard, dowódca wojskowy (zm. 1817)
- 1769 – Bonifazio Asioli, włoski kompozytor, klawesynista, teoretyk muzyki (zm. 1832)
- 1770 – Vincenzo Macchi, włoski duchowny katolicki, biskup Ostii, kardynał (zm. 1860)
- 1772 – Henri de la Rochejaquelein, francuski generał, powstaniec wandejski (zm. 1794)
- 1785 – Lin Zexu, chiński polityk (zm. 1850)
- 1793 – Ignaz von Olfers, niemiecki przyrodnik, zoolog, dyplomata (zm. 1871)
- 1797 – Mary Shelley, brytyjska pisarka (zm. 1851)
- 1799 – Christian Drewsen, duński producent papieru, kolekcjoner owadów (zm. 1896)
- 1804 – Aleksander Chodźko, polski poeta, orientalista, slawista (zm. 1891)
- 1805:
  - Julius von Minutoli, pruski radca rządowy, konsul, rysownik (zm. 1860)
  - Michael Sars, norweski zoolog (zm. 1869)
- 1808 – Ludwika Wilhelmina Wittelsbach, księżniczka i księżna bawarska (zm. 1892)
- 1809 – Adolf Hesse, niemiecki organista, kompozytor (zm. 1863)
- 1813 – Matylda Karolina, księżniczka bawarska, księżna Hesji-Darmstadt (zm. 1862)
- 1818 – Friedrich Ladegast, niemiecki organmistrz (zm. 1905)
- 1828 – Carl Eduard Adolph Gerstäcker, niemiecki zoolog, entomolog (zm. 1895)
- 1830 – François-Marie-Anatole de Rovérié de Cabrières, francuski duchowny katolicki, biskup Montpellier, kardynał (zm. 1921)
- 1836 – Robert Hamilton, brytyjski urzędnik państwowy, administrator kolonialny (zm. 1895)
- 1837 – Ellen Arthur, amerykańska pierwsza dama (zm. 1880)
- 1840 – Hazen S. Pingree, amerykański polityk (zm. 1901)
- 1841 – Emilie Lehmus, niemiecka ginekolog (zm. 1932)
- 1842:
  - Victor Alphonse Duvernoy, francuski pianista, kompozytor (zm. 1907)
  - Stefan Krzyszkowski, polski kompozytor, publicysta i krytyk muzyczny, pedagog (zm. 1896)
  - Aleksandra Romanowa, wielka księżna rosyjska (zm. 1849)
- 1844 – Friedrich Ratzel, niemiecki geograf, etnograf (zm. 1904)
- 1845 – Szczęsny Bednarski, polski drukarz, publicysta, uczestnik powstania styczniowego (zm. 1913)
- 1846 – Feliks Szober, polski aktor, pisarz sceniczny (zm. 1879)
- 1848:
  - Gustaw Bisanz, polski architekt pochodzenia niemieckiego (zm. 1925)
  - Franciszek Kobyliński, polski stomatolog, wynalazca (zm. 1922)
  - Emanuel Rost junior, austriacki architekt, przedsiębiorca (zm. 1915)
- 1850:
  - Marcelo H. del Pilar, filipiński pisarz, propagandzista (zm. 1896)
  - Karol Pląskowski, polski ziemianin, browarnik (zm. 1913)
- 1852:
  - Jacobus van ’t Hoff, holenderski chemik, laureat Nagrody Nobla (zm. 1911)
  - Julian Alden Weir, amerykański malarz (zm. 1919)
- 1853 – Teodor Wierzbowski, polski historyk, archiwista, bibliograf, wydawca źródeł (zm. 1923)
- 1855:
  - Wiktor Barabasz, polski pianista, dyrygent, pedagog (zm. 1928)
  - Evelyn De Morgan, brytyjska malarka (zm. 1919)
  - Karol Hoffman, polski dziennikarz, pisarz, działacz społeczny, popularyzator krajoznawstwa (zm. 1937)
- 1856 – Carl David Tolmé Runge, niemiecki matematyk, fizyk (zm. 1927)
- 1857 – Alexandra Gripenberg, fińska pisarka, feministka, polityk (zm. 1913)
- 1858:
  - Leonard Jaczewski, polski geograf, geolog, geofizyk, inżynier górniczy, badacz Syberii (zm. 1916)
  - Ławr Proskurjakow rosyjski konstruktor mostów (zm. 1926)
  - Ignacy Sowiński, polski architekt (zm. 1917)
- 1859 – Franciszek Ptak, polski karczmarz, działacz ruchu ludowego, polityk (zm. 1936)
- 1860:
  - Maria Teresa Dudzik, polska zakonnica, czcigodna Służebnica Boża (zm. 1918)
  - Isaak Lewitan, rosyjski malarz pochodzenia żydowskiego (zm. 1900)
  - Joseph Petrosino, amerykański policjant pochodzenia włoskiego (zm. 1909)
- 1863:
  - Camillo Acqua, włoski entomolog (zm. 1936)
  - Siergiej Prokudin-Gorski, rosyjski fotograf (zm. 1944)
- 1864:
  - Dudley de Chair, brytyjski admirał, polityk (zm. 1958)
  - Christiaan Cornelissen, holenderski ekonomista, związkowiec, anarchosyndykalista (zm. 1942)
  - Siener van Rensburg, afrykanerski prorok (zm. 1926)
- 1866:
  - Lino Maupas, chorwacki duchowny katolicki, Sługa Boży pochodzenia francuskiego (zm. 1924)
  - Georges Minne, belgijski rzeźbiarz (zm. 1941)
  - Konstanty Skirmunt, polski dyplomata, polityk, minister spraw zagranicznych (zm. 1949)
- 1867 – Ernst Eitner, niemiecki malarz (zm. 1955)
- 1869:
  - Georg Graf von Arco, niemiecki naukowiec i wynalazca z dziedziny radiofonii i radiotelegrafii (zm. 1940)
  - Stanisław Śliwiński, polski inżynier rolnik, działacz gospodarczy i społeczny, polityk, minister aprowizacji (zm. 1929)
- 1870:
  - Ławr Korniłow, rosyjski generał piechoty (zm. 1918)
  - Aleksandra Romanowa, księżniczka duńska i grecka, wielka księżna rosyjska (zm. 1891)
  - Bautista Saavedra, boliwijski prawnik, polityk, prezydent Boliwii (zm. 1939)
- 1871:
  - Maria Izabela, księżniczka wirtemberska, księżna Saksonii (zm. 1904)
  - Ernest Rutherford, nowozelandzki fizyk jądrowy, chemik, wykładowca akademicki, laureat Nagrody Nobla (zm. 1937)
- 1872 – Ludwika Karpińska-Woyczyńska, polska psycholog, psychoanalityk (zm. 1937)
- 1873 – Cezydiusz Giacomantonio, włoski franciszkanin, misjonarz, męczennik, święty (zm. 1900)
- 1875 – Otokar Chlup, czeski pedagog (zm. 1965)
- 1879:
  - Ahenor Artymowycz, ukraiński językoznawca, filolog klasyczny, polityk (zm. 1935)
  - Adolphe Ferrière, szwajcarski pedagog (zm. 1960)
  - Heinrich Steinitz, austriacki adwokat, pisarz, działacz socjalistyczny pochodzenia żydowskiego (zm. 1942)
- 1880 – Konrad von Preysing, niemiecki duchowny katolicki, biskup Berlina, kardynał (zm. 1950)
- 1883:
  - Theo van Doesburg, holenderski malarz, pisarz, architekt, teoretyk sztuki (zm. 1931)
  - Dmytro Doncow, ukraiński pisarz, dziennikarz i polityk emigracyjny (zm. 1973)
  - Kuvalayananda, indyjski naukowiec, badacz jogi (zm. 1966)
- 1884 – Theodor Svedberg, szwedzki chemik, laureat Nagrody Nobla (zm. 1971)
- 1885:
  - Rajmund Gostkowski, polski filolog klasyczny, archeolog śródziemnomorski, pedagog, badacz kultury i sztuki antycznej, wykładowca akademicki (zm. 1966)
  - Aleksandr Szlapnikow, radziecki polityk (zm. 1937)
- 1888:
  - Ramón Acín, hiszpański anarchosyndykalista, nauczyciel, pisarz, artysta awangardowy (zm. 1936)
  - Siri Derkert, szwedzka malarka, graficzka, rzeźbiarka, projektantka mody (zm. 1973)
  - Izabella Róża Radziwiłłowa, polska arystokratka (zm. 1968)
- 1889:
  - Mile Budak, chorwacki pisarz, publicysta, polityk (zm. 1945)
  - Aleksandr Wwiedienski, rosyjski przywódca ruchu Żywej Cerkwi (zm. 1946)
- 1890:
  - Piotr de Asúa Mendía, hiszpański duchowny katolicki, męczennik, błogosławiony (zm. 1936)
  - Janusz Kotarbiński, polski legionista, malarz, literat (zm. 1940)
- 1891:
  - Helene Holzman, litewska malarka, nauczycielka, pamiętnikarka pochodzenia żydowskiego (zm. 1968)
  - Herbert Westermark, szwedzki lekarz, żeglarz sportowy (zm. 1981)
- 1892 – Stefan Bagiński, polski histolog, embriolog (zm. 1969)
- 1893 – Huey Pierce Long, amerykański polityk, senator (zm. 1935)
- 1894 – Mieczysław Janowski, polski podpułkownik piechoty (zm. 1940)
- 1896:
  - Raymond Massey, kanadyjski aktor (zm. 1983)
  - Louise Otto, niemiecka pływaczka (zm. 1975)
- 1898:
  - Shirley Booth, amerykańska aktorka (zm. 1992)
  - Zofia Marchlewska, polska pisarka, dziennikarka, działaczka ruchu robotniczego (zm. 1983)
- 1899 – Stefan Wojnar-Byczyński, polski działacz społeczny i niepodległościowy, polityk, senator i poseł na Sejm RP (zm. 1940)
- 1900:
  - Zbigniew Jaruzelski, polski inżynier rolnik, porucznik piechoty (zm. 1941)
  - Zeno Saltini, włoski duchowny katolicki, Sługa Boży (zm. 1981)
- 1901 – Henryk Luft-Lotar, polski aktor, reżyser teatralny pochodzenia żydowskiego (zm. 1979)
- 1902:
  - Józef Maria Bocheński, polski dominikanin, filozof, logik, sowietolog, wykładowca akademicki (zm. 1995)
  - Żumabaj Szajachmetow, kazachski i radziecki polityk (zm. 1966)
- 1903:
  - Loro Kovaçi, albański aktor (zm. 1966)
  - Pietro Pavan, włoski kardynał (zm. 1994)
  - Wiktor Tychowski, polski gitarzysta, kompozytor (zm. 1973)
- 1904:
  - Charles E. Bohlen, amerykański dyplomata pochodzenia niemieckiego (zm. 1974)
  - Friedrich von Mellenthin, niemiecki generał (zm. 1997)
- 1905:
  - Paulina Borowik, polska nazaretanka, męczennica, błogosławiona (zm. 1943)
  - Alicja Stern, polska pisarka, scenarzystka, tłumaczka (zm. 1993)
- 1906:
  - Joan Blondell, amerykańska aktorka (zm. 1979)
  - Jerzy Broński, polski pułkownik, żołnierz AK (zm. 1948)
  - Olga Taussky-Todd, czesko-amerykańska matematyk pochodzenia żydowskiego (zm. 1995)
- 1907:
  - Leonor Fini, argentyńska malarka surrealistyczna pochodzenia włoskiego (zm. 1996)
  - John W. Mauchly, amerykański fizyk, inżynier (zm. 1980)
- 1908 – Fred MacMurray, amerykański aktor (zm. 1991)
- 1909:
  - Ray Gunter, brytyjski polityk (zm. 1977)
  - Tadeusz Sołtyk, polski konstruktor lotniczy (zm. 2004)
- 1910:
  - Lizardo Rodríguez Nue, peruwiański piłkarz (zm. ?)
  - Arseniusz Romanowicz, polski architekt (zm. 2008)
  - Helge Tramsen, duński chirurg (zm. 1979)
- 1911 – Robert Kiesel, amerykański lekkoatleta, sprinter (zm. 1993)
- 1912:
  - Leda Gloria, włoska aktorka (zm. 1997)
  - Krystyna Lubicz-Lisowska, polska aktorka (zm. 1993)
  - Ewaryst Łój, polski koszykarz (zm. 1973)
  - Edward Mills Purcell, amerykański fizyk jądrowy, wykładowca akademicki, laureat Nagrody Nobla (zm. 1997)
  - Nancy Wake, australijska dziennikarka, agentka brytyjskiego wywiadu (zm. 2011)
- 1913:
  - Germán Gozalbo Andreu, hiszpański duchowny katolicki, męczennik, błogosławiony (zm. 1936)
  - Irena Sławińska, polska teatrolog, historyk i teoretyk literatury, wykładowczyni akademicka (zm. 2004)
  - Richard Stone, brytyjski ekonomista, wykładowca akademicki, laureat Nagrody Banku Szwecji im. Alfreda Nobla w dziedzinie ekonomii (zm. 1991)
- 1914:
  - Jean Bottéro, francuski historyk, asyriolog, biblista (zm. 2007)
  - Mieczysław Juchniewicz, polski pułkownik, historyk wojskowości (zm. 1988)
  - Sydney Wooderson, brytyjski lekkoatleta, średnio- i długodystansowiec (zm. 2006)
- 1915:
  - Liliana May Davies, brytyjska modelka, członkini szwedzkiej rodziny królewskiej (zm. 2013)
  - Zygmunt Michał Nestorowski, polski kapucyn (zm. 1966)
  - Czesław Taborek, polski bokser (zm. 1982)
  - Rolf Turkka, fiński żeglarz sportowy (zm. 1989)
- 1916 – Bronisław Król, polski kompozytor, poeta, pedagog, działacz konspiracyjny (zm. 1989)
- 1917:
  - Pop Gates, amerykański koszykarz (zm. 1999)
  - Denis Healey, brytyjski polityk (zm. 2015)
  - Edward Zürn, polski instruktor harcerski, porucznik AK, uczestnik powstania warszawskiego (zm. 1944)
- 1918:
  - Benon Stranz, polski specjalista w zakresie górnictwa, polityk, wiceminister górnictwa i energetyki (zm. 2011)
  - Ted Williams, amerykański baseballista, menedżer (zm. 2002)
- 1919:
  - Ryszarda Hanin, polska aktorka (zm. 1994)
  - Maurice Hilleman, amerykański mikrobiolog, wakcynolog (zm. 2005)
  - Jiří Orten, czeski poeta pochodzenia żydowskiego (zm. 1941)
  - Jadwiga Pietraszkiewicz, polska śpiewaczka operowa (sopran) (zm. 2013)
  - Joachim Rønneberg, norweski żołnierz, członek ruchu oporu (zm. 2018)
  - Witold Stankiewicz, polski historyk, bibliotekarz, wykładowca akademicki (zm. 2019)
- 1920:
  - Stefan Cieślak, polski fotoreporter (zm. 2013)
  - Donald Hewlett, brytyjski aktor (zm. 2011)
  - Arnold Green, estoński polityk (zm. 2011)
  - Leonid Szwarcman, białoruski twórca filmów animowanych pochodzenia żydowskiego (zm. 2022)
- 1921:
  - Zygmunt Bukowiński, polski kapitan, sędzia sądu wojskowego (zm. 1983)
  - Angelo Dundee, amerykański trener boksu (zm. 2012)
- 1922:
  - Kazimierz Albin, polski technik lotniczy, podporucznik AK, więzień i uciekinier z KL Auschwitz, autor wspomnień (zm. 2019)
  - Willi Dansgaard, duński paleoklimatolog (zm. 2011)
  - Regina Resnik, amerykańska śpiewaczka operowa (sopran i mezzosopran) (zm. 2013)
- 1923:
  - Joseph Lawson Howze, amerykański duchowny katolicki, biskup Biloxi (zm. 2019)
  - Lech Lorentowicz, polski reżyser filmowy (zm. 1987)
  - Vic Seixas, amerykański tenisista (zm. 2024)
- 1924:
  - Kenny Dorham, amerykański trębacz, wokalista i kompozytor jazzowy (zm. 1972)
  - Ludwika Rauth, polska kapitan (zm. 2005)
  - Feliks Siemieński polski prawnik, wykładowca akademicki (zm. 2004)
- 1925:
  - Olgierd Bierwiaczonek, polski malarz, portrecista (zm. 2002)
  - Zbyszko Siemaszko, polski fotografik (zm. 2015)
  - Zofia Włodek, polska historyk filozofii (zm. 2018)
- 1926:
  - Rudi Gutendorf, niemiecki piłkarz, trener (zm. 2019)
  - Robert Sarrabère, francuski duchowny katolicki, biskup Aire i Dax (zm. 2017)
  - Juozas Žemaitis, litewski duchowny katolicki, biskup wyłkowyski (zm. 2021)
- 1927:
  - William Curlin, amerykański duchowny katolicki, biskup Charlotte (zm. 2017)
  - Bill Daily, amerykański aktor (zm. 2018)
  - Helena Sekuła, polska pisarka (zm. 2020)
- 1928:
  - Leon Cyboran, polski historyk filozofii indyjskiej, sanskrytolog, jogin (zm. 1977)
  - Mikołaj (Mrđa), serbski biskup prawosławny (zm. 2015)
- 1929:
  - François Cheng, francuski prozaik, poeta, tłumacz, kaligraf pochodzenia chińskiego
  - Ian McNaught-Davis, brytyjski wspinacz (zm. 2014)
  - Halina Tomaszewska-Lenkiewicz, polska siatkarka (zm. 2019)
- 1930:
  - Warren Buffett, amerykański ekonomista, inwestor giełdowy, przedsiębiorca, filantrop
  - Choi Chung-min, południowokoreański piłkarz, trener (zm. 1983)
  - Witold Karczewski, polski lekarz, polityk (zm. 2008)
  - Paul Poupard, francuski kardynał
  - Mauro Ramos, brazylijski piłkarz, trener (zm. 2002)
  - Mira Rychlicka, polska aktorka (zm. 2007)
  - Rajmund Ziemski, polski malarz (zm. 2005)
- 1931:
  - Bogdana Ligęza-Drwal, polska rzeźbiarka
  - John Swigert, amerykański pilot wojskowy, astronauta (zm. 1982)
- 1932:
  - Grigorij Abrikosow, rosyjski aktor (zm. 1993)
  - Sigrun Krokvik, norweska pisarka (zm. 2007)
  - Jurij Stiepanow, rosyjski lekkoatleta, skoczek wzwyż (zm. 1965)
- 1933:
  - Szelomo Awineri, izraelski politolog, filozof (zm. 2023)
  - Luis Bacalov, argentyński kompozytor muzyki filmowej, pianista, aranżer pochodzenia żydowskiego (zm. 2017)
  - Zdzisław Pawlik, polski polityk, poseł na Sejm PRL (zm. 2012)
- 1934:
  - Grozdana Olujić, serbska pisarka, tłumaczka (zm. 2019)
  - Alexander Rabinowitch, amerykański historyk, sowietolog pochodzenia żydowskiego
- 1935:
  - Gerhard Mitter, niemiecki kierowca wyścigowy (zm. 1969)
  - John Phillips, amerykański muzyk, wokalista, członek zespołu The Mamas & the Papas (zm. 2001)
  - Anatolij Połosin, rosyjski piłkarz, trener (zm. 1997)
- 1936:
  - Edward Pałłasz, polski kompozytor muzyki filmowej (zm. 2019)
  - Gianfranco Petris, włoski piłkarz
  - Barbara Stesłowicz, polska aktorka (zm. 2023)
- 1937:
  - Franck Borotra, francuski inżynier, samorządowiec, polityk
  - Domenico De Lillo, włoski kolarz torowy
  - Jigal Kohen-Orgad, izraelski ekonomista, polityk, minister finansów (zm. 2019)
  - Bruce McLaren, nowozelandzki inżynier, kierowca wyścigowy (zm. 1970)
- 1938:
  - Andrzej Biskupski, polski poeta, eseista, krytyk literacki
  - Lee Kinsolving, amerykański aktor (zm. 1974)
  - Abel Laudonio, argentyński bokser (zm. 2014)
  - Dorota Terakowska, polska pisarka, dziennikarka (zm. 2004)
- 1939:
  - Elizabeth Ashley, amerykańska aktorka
  - Bogdan Justynowicz, polski prozaik, poeta
  - François Maupu, francuski duchowny katolicki, biskup Verdun
  - John Peel, brytyjski prezenter radiowy, dziennikarz muzyczny (zm. 2004)
- 1940:
  - Aleksis Galanos, cypryjski przedsiębiorca, polityk (zm. 2019)
  - Anna Kędzierska, polska polityk, poseł na Sejm PRL (zm. 2013)
  - Wojciech Kozłowski, polski operator filmowy
  - Andrzej Marsz, polski geograf, przyrodnik
- 1941:
  - Józef Paweł Darski, polski germanista, językoznawca, dialektolog, wykładowca akademicki (zm. 2016)
  - Ignazio Giunti, włoski kierowca wyścigowy (zm. 1971)
  - Metody (Petrowcy), ukraiński biskup prawosławny (zm. 2013)
  - Héctor Sabatino Cardelli, argentyński duchowny katolicki, biskup pomocniczy Rosario, biskup diecezjalny Concordia i San Nicolás de los Arroyos (zm. 2022)
  - Nelson Xavier, brazylijski aktor, reżyser i scenarzysta filmowy (zm. 2017)
- 1942:
  - Jonathan Aitken, brytyjski polityk
  - Krzysztof Cwynar, polski piosenkarz, kompozytor, działacz społeczny
  - Czesław Mądry, polski rolnik, polityk, poseł na Sejm PRL
  - Eugeniusz (Żdan), rosyjski biskup prawosławny (zm. 2002)
- 1943:
  - Anna Adamis, węgierska wokalistka, autorka tekstów, poetka
  - Robert Crumb, amerykański autor komiksów, muzyk
  - Colin Dann, brytyjski pisarz
  - Jean-Claude Killy, francuski narciarz alpejski
  - Wilfried Kuckelkorn, niemiecki związkowiec, polityk
- 1944:
  - Jean-Claude Darouy, francuski wioślarz, sternik (zm. 2006)
  - Krzysztof Glass, polski poeta, malarz, grafik, publicysta (zm. 2000)
  - Wolf Roth, niemiecki aktor
  - Rolf Clemens Wagner, niemiecki terrorysta (zm. 2014)
- 1945:
  - Andrzej Książek, polski nefrolog
  - Rogelio Livieres Plano, argentyński duchowny katolicki, biskup Ciudad del Este (zm. 2015)
- 1946:
  - Anna Maria, księżniczka duńska, królowa Grecji
  - Edit Bauer, słowacka ekonomistka, polityk pochodzenia węgierskiego
  - Peggy Lipton, amerykańska aktorka (zm. 2019)
  - Ted McClain, amerykański koszykarz
  - Baselios Mar Thoma Paulose II, indyjski duchowny przedchalcedoński, biskup Kunnamkulam, Katolikos Wschodu, metropolita Malankary (zm. 2021)
  - Walerian Sokołow, rosyjski bokser
- 1947:
  - Bill Keller, amerykański koszykarz
  - Tomasz Kuczborski, polski grafik, designer
- 1948:
  - Aleksander Gawronik, polski przedsiębiorca, polityk, senator RP
  - Fred Hampton, afroamerykański działacz społeczny (zm. 1969)
  - Andrzej Pluszcz, polski basista, wokalista, członek zespołów: Romuald i Roman, Spisek Sześciu, Crash i Recydywa (zm. 2005)
  - Dragoslav Stepanović, serbski piłkarz, trener
- 1949:
  - Stuart Agnew, brytyjski rolnik, polityk
  - Stanisław Dubisz, polski językoznawca
  - Peter Maffay, niemiecki wokalista, gitarzysta, producent muzyczny, aktor
  - Andrzej Słowik, polski związkowiec, opozycjonista, polityk
- 1950:
  - Alfred Budner, polski rolnik, polityk, poseł na Sejm RP
  - Antony Gormley, brytyjski rzeźbiarz
  - Khemais Labidi, tunezyjski piłkarz
  - Li Zhanshu, chiński polityk
  - Edvards Pavlovskis, łotewski duchowny katolicki pochodzenia polskiego, biskup jełgawski
  - Dana Rosemary Scallon, irlandzka piosenkarka, polityk
  - Juris Silovs, łotewski lekkoatleta, sprinter (zm. 2018)
- 1951:
  - Timothy Bottoms, amerykański aktor
  - Danny Clark, australijski kolarz szosowy i torowy
  - Gediminas Kirkilas, litewski politolog, polityk, minister obrony, premier Litwy (zm. 2024)
- 1952:
  - Manlio Fabio Beltrones, meksykański polityk
  - Daniel Dăianu, rumuński ekonomista, polityk
  - Wojciech Fibak, polski tenisista, przedsiębiorca
  - Lonnie David Franklin, amerykański seryjny gwałciciel i morderca (zm. 2020)
  - Ryszard Szubartowski, polski profesor oświaty
- 1953:
  - Lech Majewski, polski pisarz, malarz, reżyser filmowy
  - Rudi Schuberth, polski piosenkarz, kompozytor, autor tekstów, prezenter telewizyjny, członek zespołu Wały Jagiellońskie
- 1954:
  - Alaksandr Łukaszenka, białoruski polityk, prezydent Białorusi
  - David Paymer, amerykański aktor
  - Brigitte Totschnig, austriacka narciarka alpejska
  - Norbert Turini, francuski duchowny katolicki, biskup Perpignan-Elne
- 1955:
  - Edmund Krasowski, polski fizyk, polityk, poseł na Sejm RP
  - Juan Lozano, hiszpański piłkarz
  - Jamie Moses, brytyjsko-amerykański basista
  - Robert Reid, amerykański koszykarz, trener (zm. 2024)
  - Helge Schneider, niemiecki komik, muzyk jazzowy, aktor, reżyser filmowy i teatralny
  - Beata Wąsowska, polska lekkoatletka, artystka, malarka
- 1956:
  - Said Belqola, marokański sędzia piłkarski (zm. 2002)
  - Lech Dyblik, polski aktor, pieśniarz
  - Ismaël Lô, senegalski muzyk, piosenkarz
  - Nelly Mutti, zambijska polityczka
  - Pēteris Salkazanovs, łotewski polityk
  - Jacek Trela, polski prawnik
- 1957
  - Luis María Atienza, hiszpański i baskijski ekonomista, polityk
  - Abigail Fisher, amerykańska narciarka alpejska
- 1958:
  - Richard Burgi, amerykański aktor
  - Anna Politkowska, rosyjska dziennikarka, obrończyni praw człowieka (zm. 2006)
  - Sarah Watt, australijska reżyserka filmowa (zm. 2011)
- 1959:
  - Hamad ibn Dżasim ibn Dżabr Al Sani, katarski polityk, premier Kataru
  - Saida Gunba, gruzińska lekkoatletka, oszczepniczka (zm. 2018)
  - Marek Sikora, polski aktor, reżyser, choreograf (zm. 1996)
  - Janusz Stalmierski, polski kompozytor
- 1960:
  - Jean Bosco Baremes, papuański duchowny katolicki, biskup Port Villa na Vanuatu
  - Ben Bradshaw, brytyjski dziennikarz, polityk
  - Gary Gordon, amerykański sierżant (zm. 1993)
  - Philippe Jourdan, francuski duchowny katolicki, biskup, administrator apostolski w Estonii
  - Tomasz Nowak, polski bokser (zm. 2013)
  - Jerzy Pomianowski, polski urzędnik państwowy, dyplomata
  - Thom Tillis, amerykański polityk, senator
- 1961:
  - Jyri Häkämies, fiński polityk
  - Salvatore Todisco, włoski bokser (zm. 1990)
- 1962:
  - François Delecour, francuski kierowca rajdowy
  - Wasyl Jewsiejew, ukraiński piłkarz, trener (zm. 2010)
- 1963:
  - Michael Chiklis, amerykański aktor
  - Phil Mills, walijski pilot rajdowy
  - Paul Oakenfold, brytyjski didżej, producent muzyczny
  - Sabine Oberhauser, austriacka lekarka, działaczka związkowa, polityk, minister zdrowia (zm. 2017)
- 1964:
  - Zijad Baha ad-Din, egipski ekonomista, prawnik, polityk
  - Terrence Caroo, trener piłkarski z Saint Lucia
  - Jacek Czerniak, polski samorządowiec, polityk, poseł na Sejm RP
  - Bryan Neese, amerykański trójboista siłowy
  - Alexander Radwan, niemiecki prawnik, polityk
  - Agnieszka Wojciechowska van Heukelom, polska działaczka społeczna i samorządowa, polityk, poseł na Sejm RP
- 1965:
  - Anna Mikuła, polska botanik, wykładowczyni akademicka
  - Béatrice Piron, francuska polityk
- 1966:
  - Willemien Aardenburg, holenderska hokeistka na trawie
  - Jacek Brzezinka, polski samorządowiec, polityk, poseł na Sejm RP
  - Ilona Kucińska, polska aktorka
  - Liza Lim, australijska kompozytorka
  - Ajman Bin Abd ar-Rahman, algierski polityk, premier Algierii
- 1967:
  - Barbara Kendall, nowozelandzka żeglarka sportowa
  - John Moeti, południowoafrykański piłkarz (zm. 2023)
  - Frederique van der Wal, holenderska modelka
- 1968:
  - Hendrik Bogaert, belgijski i flamandzki ekonomista, polityk
  - Robert Daniels, amerykański bokser
  - Paweł Bartłomiej Grec, polski poeta, działacz studencki (zm. 1993)
  - Jacek Kiciński, polski duchowny katolicki, biskup pomocniczy wrocławski
  - Władimir Małachow, rosyjski hokeista
  - Mirosław Staniek, polski piłkarz (zm. 2009)
- 1969:
  - Vladimir Jugović, serbski piłkarz
  - Rozario Menezes, indyjski duchowny katolicki, biskup Lae
- 1970:
  - Paulo Sousa, portugalski piłkarz, trener
  - Franz Zorn, austriacki zawodnik ice speedwaya
- 1971:
  - Lars Frederiksen, amerykański gitarzysta, wokalista pochodzenia duńskiego, członek zespołów: UK Subs, Rancid i Lars Frederiksen and the Bastards
  - Idalmis Gato, kubańska siatkarka
  - Marianne Kriel, południowoafrykańska pływaczka
  - Katherine Megan McArthur, amerykańska inżynier, oceanolog, astronautka
  - Katarzyna Nosowska, polska piosenkarka, autorka tekstów
- 1972:
  - Guillaume Balas, francuski samorządowiec, polityk, eurodeputowany
  - Cameron Diaz, amerykańska aktorka, modelka, pisarka
  - Marcin Nałęcz-Niesiołowski, polski dyrygent
  - Pavel Nedvěd, czeski piłkarz
- 1973:
  - Ana Birchall, rumuńska prawnik, polityk
  - Kimberley Joseph, kanadyjska aktorka
  - Ołeksandr Swystunow, ukraiński piłkarz
  - Harald Walder, austriacki snowboardzista
- 1974:
  - Camilla Läckberg, szwedzka pisarka
  - Daisuke Naitō, japoński bokser
  - Matteo Orfini, włoski polityk
  - Jan (Pawlichin), rosyjski biskup prawosławny
  - Florin Popescu, rumuński kajakarz, kanadyjkarz
  - Marino Stephano, belgijski kompozytor i producent muzyki trance (zm. 1999)
  - Maksim Tiszczenko, rosyjski piłkarz pochodzenia ukraińskiego
- 1975:
  - Niko Alm, austriacki polityk
  - Marina Anisina, rosyjska łyżwiarka figurowa
  - Giorgi Asanidze, gruziński sztangista
  - Natalla Cylinska, białoruska kolarka torowa
  - Radhi Jaïdi, tunezyjski piłkarz
  - Miguel Mercado, boliwijski piłkarz
- 1976:
  - Cristian Gonzáles, indonezyjski piłkarz pochodzenia urugwajskiego
  - Lu Li, chińska gimnastyczka
  - Paweł Korycki, polski judoka
  - Adrian Małecki, polski koszykarz (zm. 2016)
  - Šárka Mládková, czeska lekkoatletka, tyczkarka
- 1977:
  - Jorgos Kolias, grecki muzyk, kompozytor, wokalista, członek zespołów: Nile, Nightfall i Sickening Horror
  - Kamil Kosowski, polski piłkarz
  - Jens Ludwig, niemiecki gitarzysta, kompozytor, członek zespołu Edguy
  - Laureta Meci, albańska aktorka
  - Cosiri Rodríguez, dominikańska siatkarka
  - Alexander Rondón, wenezuelski piłkarz
  - Félix Sánchez, dominikański lekkoatleta, płotkarz
- 1978:
  - Paulina Bisztyga, polska piosenkarka, kompozytorka, poetka, dziennikarka radiowa
  - Wasilij Chamutouski, białoruski piłkarz, bramkarz
  - Jenny Dryburgh, nowozelandzka lekkoatletka, tyczkarka
  - Serkan Erdoğan, turecki koszykarz
  - Fərrux İsmayılov, azerski piłkarz
  - Jon Hyon-guk, południowokoreański zapaśnik
  - Agnieszka Rabka, polska siatkarka
  - Maksim Shatskix, uzbecki piłkarz
  - Swetosław Todorow, bułgarski piłkarz
  - Leonel Vielma, wenezuelski piłkarz
- 1979:
  - Juan Ignacio Chela, argentyński tenisista
  - Julija Fomienko, rosyjska lekkoatletka, biegaczka średniodystansowa
  - Klementyna Umer, polska aktorka, wokalistka
- 1980:
  - Angel Coulby, brytyjska aktorka
  - Lucky Idahor, nigeryjski piłkarz
  - Safet Nadarević, bośniacki piłkarz
  - Luis Salgado, portorykański aktor, tancerz, choreograf
  - Iván Zarandona, piłkarz z Gwinei Równikowej
- 1981:
  - Izabela Kała, polska aktorka
  - Tomasz Majewski, polski lekkoatleta, kulomiot
  - André Niklaus, niemiecki lekkoatleta, wieloboista
  - Amanda Overland, kanadyjska łyżwiarka szybka
  - Mohamed Sobhy, egipski piłkarz
  - Wieniamin Mandrykin, rosyjski piłkarz (zm. 2023)
- 1982:
  - Alina Alexandra Dumitru, rumuńska judoczka
  - Bianka Lamade, niemiecka tenisistka
  - Vukašin Poleksić, czarnogórski piłkarz
  - Andy Roddick, amerykański tenisista
- 1983:
  - Marta Malec-Lech, polska polityk, działaczka samorządowa, członek zarządu województwa małopolskiego
  - Mehdi Mostefa, algierski piłkarz
  - Simone Pepe, włoski piłkarz
  - Ramona Rey, polska piosenkarka
  - Succès Masra, czadyjski polityk
- 1984:
  - Yampier Hernández, kubański bokser
  - Aneta Hladíková, czeska kolarka BMX
  - Trey Johnson, amerykańsko-katarski koszykarz
  - Magdalena Łośko, polska działaczka samorządowa, polityk, poseł na Sejm RP
  - Diane Valkenburg, holenderska łyżwiarka szybka
  - Abdelmounaïm El Hajaoui, francusko-marokański piłkarz
- 1985:
  - Tianna Bartoletta, amerykańska lekkoatletka, skoczkini w dal i sprinterka
  - Richard Duffy, walijski piłkarz
  - Leisel Jones, australijska pływaczka
  - Ehsan Laszgari, irański zapaśnik
  - Éva Risztov, węgierska pływaczka
  - Eamon Sullivan, australijski pływak
  - Anna Uszenina, ukraińska szachistka
- 1986:
  - Sebastián Leto, argentyński piłkarz
  - Bryony Raine, brytyjska lekkoatletka, tyczkarka
  - Ryan Ross, amerykański wokalista, gitarzysta, członek zespołu The Young Veins
  - Aldo Simoncini, sanmaryński piłkarz
- 1987:
  - Amelia Andersdotter, szwedzka polityk
  - Johanna Braddy, amerykańska aktorka
  - Emmanuel Clottey, ghański piłkarz
  - Xu Lijia, chińska żeglarka sportowa
  - Nenad Tomović, serbski piłkarz
- 1988:
  - Ernests Gulbis, łotewski tenisista
  - Laura Põldvere, estońska piosenkarka
  - Adam Roynon, brytyjski żużlowiec
  - Henry Weber, niemiecki bokser
- 1989:
  - Bohdan Bondarenko, ukraiński lekkoatleta, skoczek wzwyż
  - Aleksandra Goss, polska wrotkarka i łyżwiarka szybka
  - Mallory Low, amerykańska aktorka
  - Alba Torrens, hiszpańska koszykarka
- 1990:
  - Paweł Adamajtis, polski siatkarz
  - Magdalena Cisek, polska lekkoatletka, sprinterka i płotkarka
  - Franck Etoundi, kameruński piłkarz
  - Kim Hyang-mi, północnokoreańska pięściarka
  - Luke Smith, australijska siatkarka
- 1991:
  - Jacqueline Cako, amerykańska tenisistka
  - Liam Cooper, szkocki piłkarz
  - Deorro, amerykański didżej, producent muzyczny
  - Merdan Gurbanow, turkmeński piłkarz
  - Jacek Jeschke, polski tancerz
  - Fərid Məmmədov, azerski piosenkarz
  - Daria Przybylak, polska siatkarka
- 1992:
  - Cédric Doumbé, francuski kick-boxer pochodzenia kameruńskiego
  - Jessica Henwick, brytyjska aktorka pochodzenia singapurskiego
  - Filip Ivić, chorwacki piłkarz ręczny, bramkarz
  - Lukas Kübler, niemiecki piłkarz
  - Tchê Tchê, brazylijski piłkarz
- 1993:
  - Melvin Adrien, madagaskarski piłkarz pochodzenia francuskiego
  - Paco Alcácer, hiszpański piłkarz
  - Aleksiej Dienisienko, rosyjski taekwondzista
  - Sarah Teelow, australijska narciarka wodna (zm. 2013)
  - Eri Tōsaka, japońska zapaśniczka
- 1994:
  - Tommaso Augello, włoski piłkarz
  - Nikita Triamkin, rosyjski hokeista
  - Trey Miguel, amerykański wrestler
- 1995:
  - Dwayne Bacon, amerykański koszykarz
  - Sofia Ennaoui, polska lekkoatletka, biegaczka średnio- i długodystansowa pochodzenia marokańskiego
  - Sebastian Szczepański, polski pływak
- 1996:
  - Gabriel Barbosa, brazylijski piłkarz
  - Yves Bissouma, malijski piłkarz
  - Mikal Bridges, amerykański koszykarz
  - Melvin Frazier, amerykański koszykarz
  - Laura Melissa Paredes Meza, paragwajska lekkoatletka, oszczepniczka
  - Little Sis Nora, szwedzka piosenkarka, producentka muzyczna, kompozytorka, autorka tekstów
  - Yang Shuqing, chińska lekkoatletka, chodziarka
- 1997:
  - DaQuan Jeffries, amerykański koszykarz
  - Alfa Semedo, piłkarz z Gwinei Bissau
- 1998:
  - Charles Boli, francuski piłkarz pochodzenia iworyjskiego
  - Nate Darling, kanadyjski koszykarz
  - Buse Melis Kara, turecka siatkarka
- 1999:
  - Aaron Henry, amerykański koszykarz
  - Mai Hontama, japońska tenisistka
- 2000:
  - Meroua Mammeri, algierska judoczka
  - Vince Williams, amerykański koszykarz
- 2001 – Chloe Beck, amerykańska tenisistka
- 2002:
  - Martyna Borowczak, polska siatkarka
  - Fábio Carvalho, portugalski piłkarz
- 2003:
  - Yasmin Finney, brytyjska aktorka
  - Matěj Jurásek, czeski piłkarz
- 2004 – Ramiro Árciga, meksykański piłkarz
- 2005:
  - Jarosław Demin, rosyjski tenisista
  - Jelena Pridankina, rosyjska tenisistka
- 2007 – Kuzey Tunçelli, turecki pływak

## Zmarli
- 526 – Teodoryk Wielki, król Ostrogotów (ur. ?)
- 1148 – Amadeusz III Krzyżowiec, hrabia Sabaudii (ur. 1095)
- 1181 – Aleksander III, papież (ur. ok. 1100)
- 1344 – Otto Łagodny, książę Brunszwiku (ur. 1290–92)
- 1428 – Shōkō, cesarz Japonii (ur. 1401)
- 1481 – Michał Olelkowicz, kniaź litewski (ur. ?)
- 1483 – Ludwik XI, król Francji (ur. 1423)
- 1505:
  - Elżbieta Rakuszanka, królowa Polski, wielka księżna litewska (ur. 1436)
  - Tito Strozzi, włoski poeta (ur. 1422)
- 1521 – Jerzy I, książę brzeski (ur. 1481–83)
- 1533 – Aleksander Świrski, rosyjski święty mnich prawosławny (ur. 1448)
- 1564 – Sabina Wittelsbach, księżniczka bawarska, księżna wirtemberska (ur. 1492)
- 1580 – Emanuel Filibert, książę Sabaudii (ur. 1528)
- 1585 – (lub 1586) Andrea Gabrieli, włoski kompozytor (ur. ok. 1510)
- 1588 – Małgorzata Ward, angielska męczennica, święta katolicka (ur. ?)
- 1604 – Jan Juwenalis Ancina, włoski duchowny katolicki, biskup Saluzzo, błogosławiony (ur. 1545)
- 1625 – Anna Hohenzollern, księżna pruska (ur. 1576)
- 1631:
  - Karol II Gonzaga, książę Mayenne (ur. 1609)
  - Jerzy Zbaraski, polski książę, polityk (ur. 1574)
- 1659:
  - Pauwels Pels, holenderski dyplomata (ur. 1587)
  - Dara Shikoh, indyjski książę z dynastii Wielkich Mogołów (ur. 1615)
- 1691 – (lub 1692) Andrzej Potocki, kasztelan krakowski, hetman polny koronny, starosta halicki i kołomyjski (ur. ?)
- 1698 – Richard Morton, angielski lekarz (ur. 1637)
- 1706 – Pietro Micca, piemoncki żołnierz, bohater narodowy (ur. 1677)
- 1751 – Christopher Polhem, szwedzki uczony, wynalazca, przemysłowiec (ur. 1661)
- 1752 – Christian Ludvig von Plessen, duński polityk (ur. 1676)
- 1761 – Joseph Dominicus von Lamberg, austriacki duchowny katolicki, biskup Seckau i Pasawy, kardynał (ur. 1680)
- 1765 – Friedrich Wilhelm von Haugwitz, austriacki polityk (ur. 1702)
- 1769 – Michał Piotr Horain, polski szlachcic, polityk (ur. ?)
- 1809 – Ignacy Potocki, polski polityk, działacz patriotyczny, pisarz, publicysta (ur. 1750)
- 1810 – Philipp von Cobenzl, austriacki polityk, dyplomata (ur. 1741)
- 1821:
  - Vicente Inglés, hiszpański malarz (ur. ?)
  - John Francis Mercer, amerykański prawnik, polityk (ur. 1759)
- 1823 – Pierre Prévost, francuski malarz (ur. 1764)
- 1831:
  - Ludwika, księżna Sachsen-Gotha-Altenburg (ur. 1800)
  - Daniel Ostrowski, polski duchowny katolicki, biskup pomocniczy gnieźnieński, biskup pomocniczy warszawski (ur. 1762)
- 1840:
  - Jan Damel, polski malarz, karykaturzysta (ur. 1780)
  - Ludwig Rhesa, niemiecko-litewski pastor, filolog, poeta, krytyk literacki, tłumacz (ur. 1776)
- 1843 – Marceli Tarczewski, polski prawnik, adwokat (ur. ?)
- 1844 – Francis Baily, brytyjski astronom (ur. 1774)
- 1853 – Maria Rafols, hiszpańska zakonnica, błogosławiona (ur. 1781)
- 1855 – Julian Korsak, polski poeta, tłumacz (ur. 1806/07)
- 1869 – Piotr Jerszow, rosyjski pisarz (ur. 1815)
- 1874 – Carl Eduard Hammerschmidt, austriacko-turecki mineralog, entomolog, lekarz (ur. 1800)
- 1890 – Marianne North, brytyjska ilustratorka przyrodnicza, podróżniczka (ur. 1830)
- 1892 – Ferdinand Barth, niemiecki rzeźbiarz, grafik, pedagog (ur. 1842)
- 1894 – Jan Walenty Kręcki, ksiądz, powstaniec wielkopolski 1848 roku.
- 1898:
  - Pedro Madrazo, hiszpański malarz, krytyk sztuki (ur. 1816)
  - Alan Rotherham, angielski rugbysta (ur. 1862)
- 1899 – Gaston Tissandier, francuski chemik, wydawca, pionier aeronautyki (ur. 1843)
- 1903 – Lado Kecchoweli, gruziński rewolucjonista, bolszewik (ur. 1876)
- 1905 – Hugo von Wilamowitz-Moellendorff, niemiecki ziemianin, polityk (ur. 1840)
- 1907 – John Joseph Williams, amerykański duchowny katolicki, arcybiskup Bostonu (ur. 1822)
- 1908:
  - Giovanni Fattori, włoski malarz (ur. 1825)
  - Alexander Peter Stewart, amerykański generał (ur. 1821)
- 1914 – Aleksander Samsonow, rosyjski generał (ur. 1859)
- 1915:
  - Ignacy Abdul Masih II, syryjski duchowny monofizyckiego kościoła jakobickiego, syryjsko-prawosławny patriarcha Antiochii (ur. 1854)
- 1916 – Konstantin Żostow, bułgarski generał major (ur. 1867)
- 1918:
  - James Donald Cameron, amerykański polityk (ur. 1833)
  - Moisiej Uricki, rosyjski działacz bolszewicki pochodzenia żydowskiego (ur. 1873)
- 1920 – Stanisław Bojakowski, polski malarz, grafik (ur. 1884)
- 1922 – Władysław Frankowski, polski generał dywizji (ur. 1859)
- 1928:
  - Michaił Łaszewicz, radziecki wojskowy, polityk (ur. 1884)
  - Franz von Stuck, niemiecki malarz (ur. 1863)
  - Wilhelm Wien, niemiecki fizyk, wykładowca akademicki, laureat Nagrody Nobla (ur. 1864)
- 1930 – Zo d’Axa, francuski anarchista, pacyfista, pisarz, dziennikarz, wydawca (ur. 1864)
- 1932 – Willem Marinus van Rossum, holenderski kardynał (ur. 1854)
- 1935 – Henri Barbusse, francuski pisarz, dziennikarz, działacz komunistyczny (ur. 1873)
- 1936:
  - Joachim Ferrer Adell, hiszpański kapucyn, męczennik, błogosławiony (ur. 1879)
  - Modest García Martí, hiszpański kapucyn, męczennik, błogosławiony (ur. 1880)
  - Johann Loserth, austriacki historyk reformacji (ur. 1846)
  - Józefa Monrabal, hiszpańska zakonnica, męczennica, błogosławiona (ur. 1901)
  - Dydak Ventaja Milan, hiszpański duchowny katolicki, biskup Almeríi, męczennik, błogosławiony (ur. 1880)
- 1938:
  - Oscar Dessomville, belgijski wioślarz (ur. 1876)
  - Max Factor Sr., amerykański producent i wynalazca kosmetyków pochodzenia polsko-żydowskiego (ur. 1872)
  - Stefan Nehmé, libański maronita, błogosławiony (ur. 1889)
- 1940:
  - Pyłyp Pyłypczuk, ukraiński polityk, premier Ukraińskiej Republiki Ludowej na emigracji (ur. 1869)
  - Joseph John Thomson, brytyjski fizyk, laureat Nagrody Nobla (ur. 1856)
- 1941 – Józef Trzebiński, polski botanik, fitopatolog (ur. 1867)
- 1942:
  - Miguel White, filipiński lekkoatleta, płotkarz (ur. 1909)
  - John Willard, amerykański dramaturg (ur. 1885)
- 1943 – Eustachy van Lieshout, holenderski zakonnik, misjonarz, błogosławiony (ur. 1890)
- 1944 – Polegli w powstaniu warszawskim:
  - Roger Barlet, francuski kapral, dezerter z Wehrmachtu (ur. 1914)
  - Mirosław Biernacki, polski kapral, żołnierz AK (ur. 1928)
  - Władysław Cieplak, polski harcmistrz, porucznik, żołnierz AK (ur. 1928)
  - Stanisław Findeisen, polski kapral podchorąży, żołnierz AK (ur. 1924)
  - Roman Krzemiński, polski sierżant, żołnierz AK (ur. 1924)
  - Tadeusz Müller, polski sierżant, żołnierz AK (ur. 1925)
  - Maria Przybyłko-Potocka, polska aktorka, reżyserka, dyrektorka teatru (ur. 1873)
- 1944:
  - Eberhard Finckh, niemiecki pułkownik (ur. 1899)
  - Carl-Heinrich von Stülpnagel, niemiecki generał (ur. 1886)
  - Czesław Nowak, polski pilot wojskowy, kawaler Virtuti Militari (ur. 1919)
- 1945:
  - Florencio Harmodio Arosemena, panamski inżynier, polityk, prezydent Panamy (ur. 1872)
  - Alfréd Schaffer, węgierski piłkarz, trener pochodzenia żydowskiego (ur. 1893)
- 1946:
  - Gino Piva, włoski związkowiec, dziennikarz, poeta (ur. 1873)
  - Henryk Sucharski, polski major piechoty (ur. 1898)
- 1848:
  - Henryk Nitra, polski malarz, rzeźbiarz (ur. 1891)
  - Alice Salomon, niemiecka działaczka społeczna pochodzenia żydowskiego (ur. 1872)
- 1949 – Sevasti Qiriazi, albańska dziennikarka, nauczycielka, działaczka feministyczna (ur. 1871)
- 1951:
  - Laura Meozzi, włoska salezjanka, czcigodna Służebnica Boża (ur. 1873)
  - Samuel Sharman, amerykański strzelec sportowy (ur. 1879)
  - Jadwiga Wołoszyńska, polska botanik, wykładowczyni akademicka (ur. 1882)
- 1952 – Martin Albrecht, niemiecki polityk nazistowski (ur. 1893)
- 1953:
  - Giovanni Maria Emilio Castellani, włoski duchowny katolicki, arcybiskup, nuncjusz apostolski (ur. 1888)
  - Robert Gaupp, niemiecki neurolog, psychiatra (ur. 1870)
  - Jelena Rozmirowicz, radziecka polityk (ur. 1886)
- 1954 – Alfred Ildefons Schuster, włoski duchowny katolicki, arcybiskup Mediolanu, kardynał, błogosławiony (ur. 1880)
- 1957:
  - Josep Facerias, hiszpański anarchista (ur. 1920)
  - Otto Suhr, niemiecki polityk (ur. 1894)
- 1958 – Alfredo Brown, argentyński piłkarz (ur. 1886)
- 1959 – Ed Elisian, amerykański kierowca wyścigowy (ur. 1926)
- 1961:
  - Charles Coburn, amerykański aktor (ur. 1877)
  - Edward Dzierżykraj-Morawski, polski ziemianin, dyplomata, polityk (ur. 1892)
- 1963 – Karol Frycz, polski malarz, scenograf, reżyser teatralny (ur. 1877)
- 1965 – Pauline Garon, amerykańska aktorka pochodzenia kanadyjskiego (ur. 1900)
- 1966 – Irena Łuczyńska-Szymanowska, polska malarka (ur. 1890)
- 1967:
  - Samuel Mosberg, amerykański bokser (ur. 1896)
  - Gerhard Roßbach, niemiecki wojskowy, dowódca Freikorps (ur. 1893)
- 1968 – Ottokar Brzoza-Brzezina, polski pułkownik artylerii (ur. 1883)
- 1970 – Abraham Zapruder, amerykański przedsiębiorca pochodzenia żydowsko-rosyjskiego (ur. 1905)
- 1972:
  - Władysław Foryś, polski działacz komunistyczny (ur. 1896)
  - Olga Żebruń, polska działaczka komunistyczna (ur. 1903)
- 1973:
  - Robert Défossé, francuski piłkarz (ur. 1909)
  - Jean Sénac, algierski poeta pochodzenia francuskiego (ur. 1926)
- 1974:
  - Wincenty Władysław Kasprowicz, polski zakonnik, pustelnik (ur. 1897)
  - Krystyna Zelwerowicz, polska reżyserka teatralna (ur. 1901)
- 1975 – Roberto Cortés, chilijski piłkarz, bramkarz (ur. 1905)
- 1976:
  - Władysław Baran, polski plutonowy (ur. 1906)
  - Jozef Brandobur, słowacki taternik, instruktor taternictwa, publicysta, tłumacz (ur. 1908)
  - Piotr Koszewoj, radziecki dowódca wojskowy, marszałek ZSRR (ur. 1904)
  - Paul Lazarsfeld, amerykański socjolog pochodzenia austriackiego (ur. 1901)
- 1977 – Władimir Tribuc, radziecki admirał (ur. 1900)
- 1978:
  - Zygmunt Dziarmaga-Działyński, polski działacz narodowy (ur. 1909)
  - Witalis Leporowski, polski wioślarz (ur. 1907)
  - Michaił Siemiczastny, rosyjski piłkarz, trener (ur. 1910)
  - Henryk Zygalski, polski matematyk, kryptolog, pedagog (ur. 1908)
- 1979:
  - Ludwik Gawrych, polski major (ur. 1907)
  - Aleksiej Radzijewski, radziecki generał (ur. 1911)
  - Jean Seberg, amerykańska aktorka, reżyserka filmowa (ur. 1938)
- 1980 – Rubin Feldszuh, polski hebraista, działacz syjonistyczny, pisarz, dziennikarz pochodzenia żydowskiego (ur. 1900)
- 1981:
  - Gerald Bridgeman, brytyjski arystokrata, polityk (ur. 1911)
  - Mohammad Dżawad Bahonar, irański duchowny i teolog szyicki, polityk, premier Iranu (ur. 1933)
  - Mohammad Ali Radżai, irański działacz islamski, polityk, premier i prezydent Iranu (ur. 1933)
  - François Seydoux de Clausonne, francuski polityk, dyplomata (ur. 1905)
  - Vera-Ellen, amerykańska aktorka, tancerka (ur. 1921)
- 1982:
  - Józef Gójski, polski ekonomista, publicysta (ur. 1912)
  - Theodor Reimann, słowacki piłkarz, bramkarz, trener (ur. 1921)
- 1983 – Zygmunt Malawski, polski aktor (ur. 1923)
- 1984:
  - Iwona Borowicka, polska śpiewaczka operowa (sopran) (ur. 1929)
  - Roman Szmar, polski aktor, tancerz (ur. 1903)
- 1985 – Philly Joe Jones, amerykański perkusista jazzowy (ur. 1923)
- 1986 – Krystyna Szczepańska, polska śpiewaczka operowa (mezzosopran) (ur. 1917)
- 1987:
  - Władysław Jagiełło, polski generał brygady (ur. 1919)
  - George Mikes, brytyjski pisarz, dziennikarz pochodzenia węgierskiego (ur. 1912)
- 1988:
  - Batszewa Kacnelson, izraelska polityk (ur. 1897)
  - Marian Małowist, polski historyk, mediewista (ur. 1909)
  - Jack Marshall, nowozelandzki prawnik, polityk, premier Nowej Zelandii (ur. 1912)
  - Wanda Wermińska, polska śpiewaczka operowa (sopran) (ur. 1900)
- 1989 – Zygmunt Łanowski, polski tłumacz literatury (ur. 1911)
- 1990 – Zygmunt Śmigiel, polski żużlowiec, fryzjer (ur. 1911)
- 1991:
  - Reindert Brasser, holenderski wszechstronny lekkoatleta (ur. 1912)
  - Cyril Knowles, angielski piłkarz, trener (ur. 1944)
  - Jean Tinguely, szwajcarski malarz, rzeźbiarz (ur. 1925)
- 1992:
  - Ernst Ihbe, niemiecki kolarz torowy (ur. 1913)
  - Helena Kazimierczak-Połońska, polsko-rosyjska astronom (ur. 1902)
  - Rubén Uriza Castro, meksykański jeździec sportowy (ur. 1920)
- 1993 – Richard Jordan, amerykański aktor (ur. 1937)
- 1994 – Lindsay Anderson, brytyjski reżyser filmowy (ur. 1923)
- 1995 – Lew Poługajewski, radziecki szachista (ur. 1934)
- 1996:
  - Alfredo Crevenna, meksykański reżyser filmowy (ur. 1914)
  - Dunc Gray, australijski kolarz torowy (ur. 1906)
  - Josef Müller-Brockmann, szwajcarski projektant graficzny, typograf, teoretyk designu (ur. 1916)
  - Christine Pascal, francuska aktorka, reżyserka filmowa (ur. 1953)
  - José Toribio Merino, chilijski admirał (ur. 1915)
- 1997:
  - Veselin Đuranović, czarnogórski i jugosłowiański polityk komunistyczny, premier i prezydent Czarnogóry, premier i przewodniczący Prezydium Jugosławii (ur. 1925)
  - Karol Taylor, polski biochemik, biolog (ur. 1928)
  - Ernest Wilimowski, polsko-niemiecki piłkarz (ur. 1916)
- 1998:
  - Wiktor Balcarek, polski szachista (ur. 1915)
  - Mychajło Mychałyna, ukraiński piłkarz, trener pochodzenia węgierskiego (ur. 1924)
- 1999 – Danuta Konwicka, polska graficzka, ilustratorka książek (ur. 1930)
- 2000:
  - Andrzej Dobrzeniecki, polski podpułkownik pilot (ur. 1929)
  - David Haskell, amerykański aktor, piosenkarz (ur. 1948)
- 2001:
  - Juan Acuña, hiszpański piłkarz, bramkarz (ur. 1923)
  - A.F.M. Ahsanuddin Chowdhury, bengalski polityk, prezydent Bangladeszu (ur. 1915)
  -  Arief Kusnadi, indonezyjski piłkarz (ur. 1934)
  - Michaił Ponomariow, radziecki polityk (ur. 1918)
- 2002 – John Lee Thompson, brytyjski reżyser filmowy (ur. 1914)
- 2003:
  - Charles Bronson, amerykański aktor pochodzenia tatarsko-litewskiego (ur. 1921)
  - Elżbieta Czerwińska, polska ekonomistka (ur. 1925)
  - Wojciech Jankowerny, polski bibliotekoznawca, dziennikarz (ur. 1936)
- 2004:
  - James Masilamony Arul Das, indyjski duchowny katolicki, arcybiskup Madrasu i Myliaporu (ur. 1930)
  - Derek Johnson, brytyjski lekkoatleta, sprinter i średniodystansowiec (ur. 1933)
  - Piotr Różycki, polski dziennikarz (ur. 1946)
  - Fred Whipple, amerykański astronom (ur. 1906)
- 2005 – Teófilo Cruz, portorykański koszykarz (ur. 1942)
- 2006:
  - Glenn Ford, amerykański aktor (ur. 1916)
  - Nadżib Mahfuz, egipski pisarz, laureat Nagrody Nobla (ur. 1911)
- 2007 – José Luis de Vilallonga, hiszpański aktor, dziennikarz (ur. 1920)
- 2008:
  - Władysław Kowalski, kanadyjski wrestler pochodzenia polskiego (ur. 1926)
  - Henryk Szymborski, polski piłkarz (ur. 1931)
- 2009:
  - Nick Clements, amerykański językoznawca (ur. 1940)
  - Medard Czobot, litewski lekarz, polityk, działacz mniejszości polskiej (ur. 1956)
  - Alaksandr Żuraulewicz, białoruski pilot wojskowy (ur. 1963)
- 2010:
  - Alain Corneau, francuski aktor, reżyser, scenarzysta i producent filmowy (ur. 1943)
  - Henryk Czapczyk, polski piłkarz, żołnierz AK, uczestnik powstania warszawskiego (ur. 1922)
  - Francisco Varallo, argentyński piłkarz (ur. 1910)
- 2011:
  - Ałła Bajanowa, rosyjska piosenkarka (ur. 1914)
  - João Carlos Batista Pinheiro, brazylijski piłkarz, trener (ur. 1932)
- 2012 – Jacek Sempoliński, polski malarz, rysownik, pedagog, krytyk, eseista (ur. 1927)
- 2013:
  - Józef Górny, polski piłkarz (ur. 1936)
  - Seamus Heaney, irlandzki poeta, laureat Nagrody Nobla (ur. 1939)
  - Lotfi Mansouri, amerykański reżyser operowy pochodzenia irańskiego (ur. 1929)
- 2014:
  - Philippe Gurdjian, francuski kierowca wyścigowy (ur. 1945)
  - Andrew V. McLaglen, amerykański reżyser filmowy (ur. 1920)
- 2015:
  - Wes Craven, amerykański reżyser, scenarzysta i producent filmowy (ur. 1939)
  - Marvin Mandel, amerykański polityk pochodzenia żydowskiego (ur. 1920)
  - George Hamilton Pearce, amerykański duchowny katolicki, arcybiskup metropolita Suvy na Fidżi (ur. 1921)
  - Oliver Sacks, brytyjski neurolog, publicysta pochodzenia żydowskiego (ur. 1933)
  - Héctor Silva, urugwajski piłkarz (ur. 1940)
- 2016:
  - Abu Muhammad al-Adnani, syryjski terrorysta (ur. 1977)
  - Elwira Brodowicz-Turska, polska aktorka, reżyserka teatralna (ur. 1922)
  - Věra Čáslavská, czeska gimnastyczka, działaczka sportowa (ur. 1942)
  - Stanisław Dąbrowski, polski pastor, zwierzchnik Kościoła Adwentystów Dnia Siódmego w PRL (ur. 1925)
  - Maria Jarosz, polska socjolog, profesor nauk humanistycznych (ur. 1931)
  - Marc Riboud, francuski fotografik (ur. 1923)
- 2017:
  - Marjorie Boulton, brytyjska pisarka, poetka, literaturoznawczyni, esperantystka (ur. 1924)
  - Louise Hay, amerykańska autorka poradników samorozwoju i książek motywacyjnych (ur. 1926)
  - Leon Łochowski, polski aktor (ur. 1938)
  - Károly Makk, węgierski reżyser i scenarzysta filmowy (ur. 1925)
- 2018:
  - Jerzy Kamiński, polski inżynier, major, uczestnik powstania warszawskiego (ur. 1924)
  - Iosif Kobzon, rosyjski piosenkarz, pedagog (ur. 1937)
- 2019:
  - Gordon Bressack, amerykański scenarzysta filmów animowanych (ur. 1951)
  - Franco Columbu, włoski kulturysta, strongman, trójboista siłowy, aktor (ur. 1941)
  - Valerie Harper, amerykańska aktorka (ur. 1939)
  - Jan Kulma, polski reżyser teatralny i telewizyjny, pisarz, kompozytor, filozof, żołnierz AK, uczestnik powstania warszawskiego (ur. 1924)
- 2020:
  - Ralph Ferguson, kanadyjski polityk (ur. 1929)
  - John Thompson, amerykański koszykarz, trener (ur. 1941)
  - Jan Zrajko, polski przedsiębiorca, związkowiec, działacz opozycji antykomunistycznej (ur. 1945)
- 2021:
  - Andrzej Ceynowa, polski filolog angielski, literaturoznawca (ur. 1951)
  - José María Libório Camino Saracho, hiszpański duchowny katolicki, biskup Presidente Prudente (ur. 1931)
- 2022:
  - Gheorghe Berceanu, rumuński zapaśnik (ur. 1949)
  - Michaił Gorbaczow, rosyjski polityk, sekretarz generalny KPZR, prezydent ZSRR, laureat Pokojowej Nagrody Nobla (ur. 1931)
  - Don Lind, amerykański fizyk, pilot wojskowy, astronauta (ur. 1930)
  - Tadeusz Myler, polski ekonomista, polityk, poseł na Sejm RP (ur. 1949)
  - George Woods, amerykański lekkoatleta, kulomiot (ur. 1943)
- 2023:
  - Mohamed Al-Fayed, egipski przedsiębiorca, działacz sportowy, właściciel klubu piłkarskiego Fulham F.C. (ur. 1929)
  - Giennadij Sapunow, rosyjski zapaśnik (ur. 1938)
  - Jack Sonni, amerykański gitarzysta rockowy, członek zespołu Dire Straits (ur. 1954)
- 2024:
  - Janusz Danecki, polski duchowny katolicki, biskup pomocniczy Campo Grande w Brazylii (ur. 1951)
  - Fatman Scoop, amerykański raper, producent muzyczny (ur. 1971)
  - Michelle Fazzari, kanadyjska zapaśniczka (ur. 1987)
  - Daniela Hodrová, czeska powieściopisarka, badaczka literatury (ur. 1946)
  - Tuheitia Paki, król Maorysów (ur. 1955)
  - Shridath Ramphal, gujański polityk, dyplomata, minister spraw zagranicznych, sekretarz generalny Wspólnoty Narodów (ur. 1928)
  - Robertas Žulpa, litewski pływak (ur. 1960)